# تشيسلي كريست
تشيسلي كريست (1991 – 2022 م) محامية وحاملة لقب ملكة جمال بعدما توجت بمسابقة ملكة جمال الولايات المتحدة الأمريكية 2019. مثلت الولايات المتحدة في مسابقة ملكة جمال الكون 2019. في وقت سابقا ، توجت بمسابقة ملكة جمال كارولينا الشمالية الولايات المتحدة الأمريكية 2019 ، لتصبح ثالث امرأة من ولاية كارولينا الشمالية تفوز ملكة جمال الولايات المتحدة الأمريكية. بعد تشيلسي كولي 2005، وكريستين دالتون 2009
في اليوم التالي لحكمها إلى جانب كاليج جاريس ونيا فرانكلين، أصبح السنة 2019 الأولى في التاريخ الأمريكي التي يتوج بمسابقة ملكة جمال الولايات المتحدة الأمريكية ، ملكة جمال مراهقات الولايات المتحدة الأمريكية ، وملكة جمال أمريكا جميعهن سيدات أميركيات من أصل أفريقي.
توفيت منتحرة.

## نشأتها
وُلدت تشيسلي في 28 أبريل 1991 في شارلوت بولاية نورث كارولينا لأب أمريكي بولندي وأم أمريكية من أصل أفريقي. تنافست والدتها ، إبريل سيمبكنز ، في مسابقة ملكة جمالها ، وتُوجت بالسيدة نورث كارولينا في الولايات المتحدة عندما كانت كريستي طفلة. نشأت في روك هيل، ساوث كارولينا، وارتادت مدرسة نورث وسترن الثانوية. انتقلت العائلة في وقت لاحق إلى فورت ميل ، ساوث كارولينا وانتقلت كريست إلى مدرسة فورت ميل الثانوية ، وتخرجت في عام 2009 ؛ كلتا المدينتين ضواحي في منطقة شارلوت الحضرية. بعد التخرج من المدرسة الثانوية ، انتقل إلى كولومبيا ، ساوث كارولينا لحضور جامعة ساوث كارولينا. تخرجت من كلية دارلا مور لإدارة الأعمال بشهادة في التسويق وإدارة الموارد البشرية في عام 2013 ، حيث كانت أيضًا عضوًا شرف في جمعية شرف ألفا لمبدا ، وفريق جيمكوكس للسباق والميدان .
بعد الانتهاء من دراستها الجامعية ، التحقت تشيسلي بكلية الحقوق بجامعة ويك فورست في وينستون سالم ، نورث كارولينا ، وتخرجت مع دكتوراه في القانون وماجستير في إدارة الأعمال في عام 2017. بعد تخرجها ، أصبحت تشيسلي مرخصة لممارسة مهنة المحاماة في كل من ولاية كارولينا الشمالية وساوث كارولينا ، وبدأت العمل كمحام في Poyner Spruill LLP.
وهي مؤسس مدونة الأزياء White Collar Glam ، المكرسة لمساعدة النساء على ارتداء ملابس احترافية في وظائف ذوي الياقات البيضاء.

## مسيرتها
بدأت تشيسلي مسيرتها المهنية في سن المراهقة ، وفازت بلقب ملكة جمال فريشمان في مدرسة نورثويست الثانوية (روك هيل ، ساوث كارولينا) في روك هيل ، ساوث كارولينا ، ثم ملكة جمال فورت ميل المدرسة الثانوية في فورت ميل (كارولاينا الجنوبية) ، ساوث كارولينا. بعد قضاء عدة سنوات من المسابقة ، قام تشيسلي بمحاولتين للفوز بلقب ملكة جمال ولاية كارولينا الشمالية ، ووضع في المراكز العشرة الأولى في كل مرة. في عام 2016 ، شاركت تشيسلي في مسابقة ملكة جمال نورث كارولينا بالولايات المتحدة الأمريكية 2017 ، حيث احتلت المركز الرابع في البطولة ، خاسرة أمام كاتي كوبل. عادت في العام التالي ووضعت في المراكز العشرة الأولى ، قبل أن تعود مرة أخرى إلى ملكة جمال كارولينا الشمالية الولايات المتحدة الأمريكية 2019 ، ممثلة مترولينا. وتتوج باللقب من قبل ملكة جمال مراهقات نورث كارولينا الولايات المتحدة الأمريكية 2018 كافيا سامباسيفام ، حيث لم تتمكن حامل اللقب السابق كايلن ميلر - كيز من حضور التتويج بسبب تصوير الموسم 23 من البكالوريوس.
بصفتها ملكة جمال نورث كارولينا بالولايات المتحدة الأمريكية ، مُنحت تشيسلي الحق في تمثيل نورث كارولينا في مسابقة ملكة جمال الولايات المتحدة 2019 ، التي عقدت في منتجع جراند سييرا في رينو ، نيفادا. وذهبت للفوز في المسابقة ، حيث حصلت على المركز الثاني أولاندرا جونزاليس من نيو مكسيكو والثانية الوصيفة تريانا براون من أوكلاهوما. بعد الفوز ، أصبحت تشيسلي ثالث امرأة من ولاية كارولينا الشمالية تفوز باللقب ، بعد تشيلسي كولي وكريستين دالتون ، اللتين توجتا ملكة جمال الولايات المتحدة الأمريكية 2005 وملكة جمال الولايات المتحدة الأمريكية 2009 ، على التوالي. في 28 عامًا و 4 أيام ، أصبح كريست أكبر مكلة تتوج بلقب ملكة جمال الولايات المتحدة الأمريكية ، محطماً الرقم القياسي السابق الذي سجلته نانا ميريويذر. بعد فوزها في مسابقة ملكة جمال الولايات المتحدة الأمريكية ، توجت كريست لورا ليتل كخليفة لها في لقب ملكة جمال كاولينا الشمالية.

## وفاتها
انتحرت في 30 يناير 2020م عن عمر ناهز الثلاثين بعد أن رمت بنفسها من ناطحة السحاب المُسماة «الأوراين» (بالإنجليزية: The Orion)‏ في وسط مانهاتن.

## روابط خارجية
| الجوائز و الإنجازات  | الجوائز و الإنجازات                                          | الجوائز و الإنجازات |
| -------------------- | ------------------------------------------------------------ | ------------------- |
| سبقه كايلن ميلر كييس | ملكة جمال كارولاينا الشمالية الولايات المتحدة الأمريكية 2019 | تبعه لورا ليتل      |
| سبقه ساره روز سامرس  | ملكة جمال الولايات المتحدة الأمريكية 2019                    | تبعه يحدد لاحقا     |